# 哈尔滨内环路
哈尔滨内环路是位于中国黑龙江省哈尔滨市中心的一条环形快速路。全长12.5公里，其中高架路8.5公里，大部分路段是双向8车道或双向10车道。由于其环绕哈尔滨市交通拥挤、人口密集、商业活動繁榮的城市中心区域，因此哈尔滨内环路亦是哈尔滨极其重要的交通干线。

## 历史
哈尔滨内环路与1993年全面通车，为哈尔滨的交通压力起到了重要的缓解作用，然而随着哈尔滨市交通拥堵问题日益凸显，因此在2010年6月开始对哈尔滨环路的文昌街和宣化街部分开始立体化，进行文昌立交桥的扩建，直至2011年6月11日宣化街高架桥通车，形成了内环路目前的交通格局。

## 路线组成
从新阳广场起逆时针方向：

### 街道

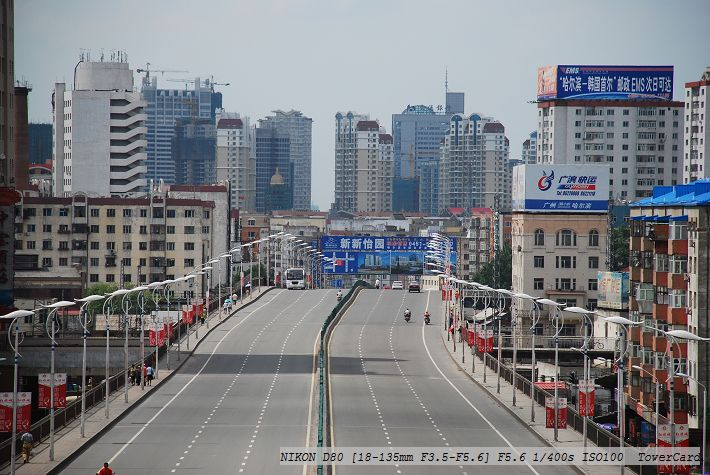
哈尔滨内环路安发桥

- 经纬二道街
- 新阳路
- 安发街
- 安发桥街
- 教化街
- 文君街
- 文昌街
- 宣化街
- 宽桥街
- 宽城街
- 承德街
- 南极街
- 田地街
- 西十六道街

### 立交桥

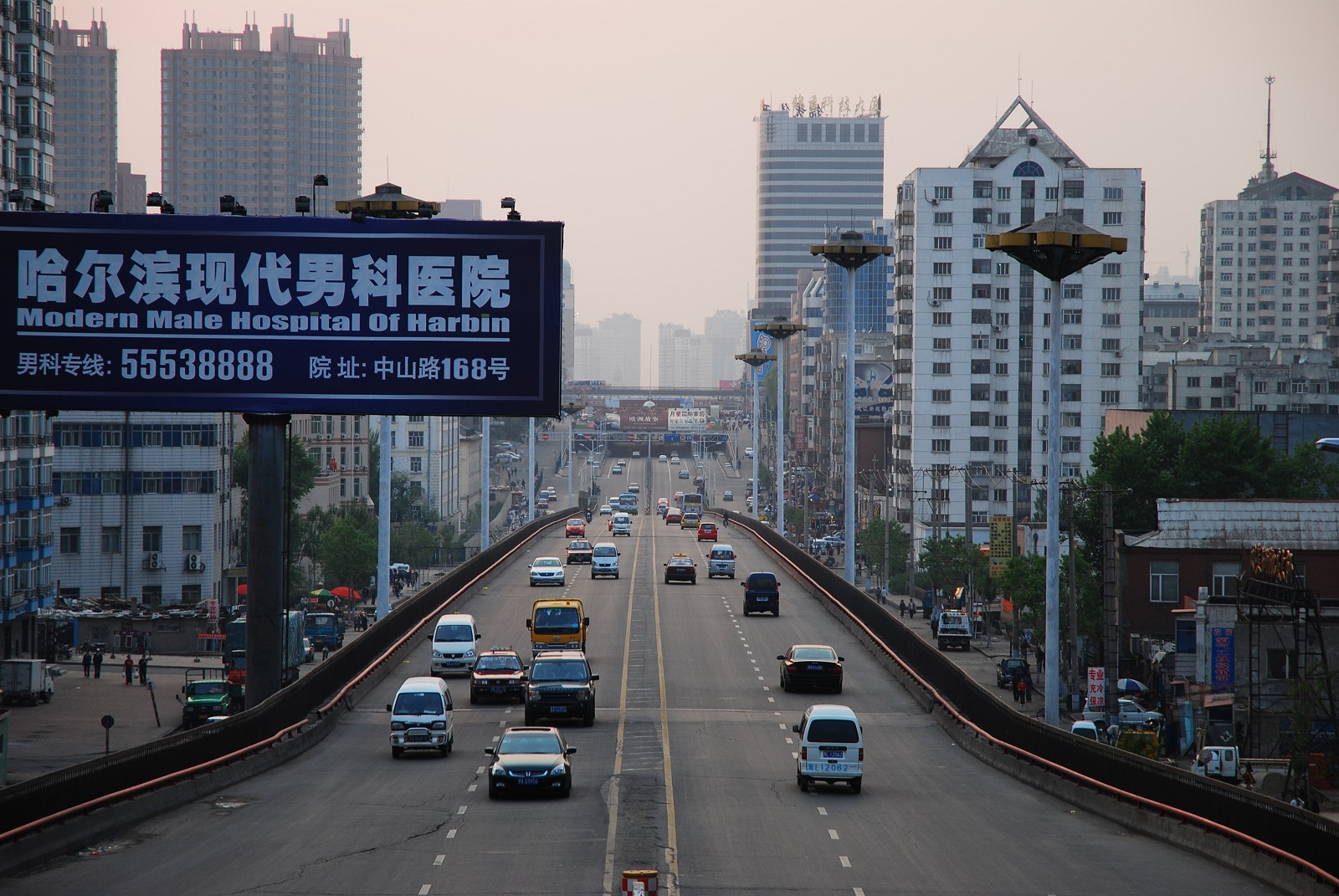
哈尔滨内环路教化桥

- 新阳桥
- 安发桥
- 大直桥（已拆除）
- 教化桥
- 文昌立交桥
- 一曼桥
- 南极街立交桥